# Jezerski izvor
Jezerski izvor je osobina mnogih krških rijeka. Jezerce stvara voda koja preko uskog sifona nadire iz podzemlja unatoč gravitaciji. Ovakva vrela često su vrlo duboka. Budući da voda u njih neprekidno dotječe a iz njega polako istječe, na površini nije odmah rijeka, nego jezero. Zbog bistrine modrozelene su odnosno tirkizne boje, što dolazi od bjeline pijeska ili stijena. Ovakve izvore još se naziva vokliškog tipa, prema Fontaine-de-Vaucluseu u Francuskoj. Često nastaju na mjestima rasjednih ploha gdje je podzemna voda pod hidrostatskim tlakom koji ju tjera na površinu.